# لو هينج
لو هينج (بالصينية: 罗恒) (16 يناير 1993 في الصين - ) هو لاعب كرة قدم صيني في مركز الدفاع.

## وصلات خارجية
- لو هينج على موقع قاعدة بيانات كرة القدم.إي يو (الإنجليزية)